# Гуасимо (кантон)
Гуасимо (исп. Guácimo) — кантон в провинции Лимон Коста-Рики.

## География
Находится в северо-западной части провинции. Граничит на юге с провинцией Картаго. Административный центр — Гуасимо.

## Округа
Кантон разделён на 5 округов:
1. Гуасимо
2. Мерседес
3. Покора
4. Рио-Хименес
5. Дуакари